# Глас јавности
Глас јавности је национални дневни лист који се штампа у Београду од 20. априла 1998. године, када је изашао први број, под називом Нови Блиц, односно од 25. априла 1998, када је изашао први број под садашњим именом. Глас јавности је обновљено издање истоимених дневних новина чији је први примерак изашао у Крагујевцу, 15. јула 1874.
Покретач новина је Радисав Родић, истовремено и покретач дневних новина Курир и недељника Стил. Глас јавности је лист који је изнео највећи терет у борби против режима Слободана Милошевића, 1998, 1999. и 2000. године. За ове три године уредници, директори и покретач Гласа били су изложени, због текстова у којима се оштро критиковао Милошевићев режим, државном, финансијском, политичком и физичком терору. Новине су задржале критички став према свим Владама Србије, на челу са СПС, ДСС или ДС. Први Главни и одговорни уредник Гласа јавности био је Манојло Вукотић, који је, са екипом новинара и уредника које је довео из „Блица“ и направио први број обновљеног издања. Други главни и одговорни уредници Гласа јавности су били, хронолошки, Срећко Петрић, Милан Бечејић, Милан Мишић, Славољуб Качаревић, Перица Гуњић, Маја Војиновић, Петар Лазић, Иван Чорбић, Славица Јововић, Родољуб Герић, Ђуро Билбија, Љиљана Сталетовић, Слободан Милошевић, Игор Ћузовић.
Шеснаестог јануара 2010. на киосцима се појавио последњи број Гласа. У саопштењу редакције објављеном у том броју наведено је да ће се Глас поново штампати после модернизације и редизајнирања листа. Глас јавности тренутно излази само на Интернету где се публикују агенцијске вести.